# A-Division 2001
La A-Division 2001 fu la 16ª edizione del campionato bhutanese di calcio disputato tra il 15 luglio e il 19 agosto 2001 e concluso con la vittoria del Drukstar FC, al suo primo titolo.

## Gruppo A
| Pos. | Squadra | G | V | N | P | GF | GS | Punti |
| ---- | ------- | - | - | - | - | -- | -- | ----- |
| 1    | Thimphu | 2 | 1 | 1 | 0 | 6  | 0  | 4     |
| 2    | Drukpol | 2 | 1 | 1 | 0 | 2  | 0  | 4     |
| 3    | Paro    | 2 | 0 | 0 | 2 | 0  | 8  | 0     |

G = Partite giocate; V = Vittorie; N = Nulle/Pareggi; P = Perse; GF = Goal fatti; GS = Goal subiti; 

## Gruppo B
| Pos. | Squadra   | G | V | N | P | GF | GS | Punti |
| ---- | --------- | - | - | - | - | -- | -- | ----- |
| 1    | Druk Star | 2 | 2 | 0 | 0 | 7  | 1  | 6     |
| 2    | Samtse    | 2 | 1 | 0 | 1 | 2  | 2  | 3     |
| 3    | Gomtu     | 2 | 0 | 0 | 2 | 0  | 6  | 0     |

G = Partite giocate; V = Vittorie; N = Nulle/Pareggi; P = Perse; GF = Goal fatti; GS = Goal subiti; 

## Semifinali
- Samtse  2-1  Thimphu
- Druk Star  1-0  Drukpol

## Finale terzo posto
- Thimphu  4-0  Drukpol

## Finale
- Druk Star  3-0  Samtse